# Le Roi de la pluie
Le Roi de la pluie (The Rain King) est le 8e épisode de la saison 6 de la série télévisée X-Files. Dans cet épisode, Mulder et Scully enquêtent sur des phénomènes météorologiques étranges se produisant dans une petite ville du Kansas.
Premier épisode de la série écrit par Jeffrey Bell, il fait appel à plusieurs effets spéciaux élaborés. Il a été accueilli plutôt favorablement par la critique.

## Résumé
À Kroner, au Kansas, le jour de la Saint-Valentin, Sheila Fontaine et Daryl Mootz se disputent à propos de l'annonce de leur prochain mariage que Sheila a fait passer dans le journal local. Mootz, passablement éméché, part au volant de sa voiture mais a un accident lorsqu'une averse de grêlons en forme de cœurs s'abat soudainement. Six mois plus tard, le maire de Kroner fait appel à Mulder et Scully pour qu'ils enquêtent sur Mootz. En effet, depuis l'accident qui lui a coûté une jambe, celui-ci se fait appeler « le roi de la pluie » et se fait payer pour faire tomber des averses très localisées alors que la sécheresse sévit sur la région depuis des mois.
À la station de télévision locale, où travaille Sheila Fontaine, Mulder et Scully parlent avec le présentateur météo Holman Hardt, qui admet que Mootz semble disposer de facultés très particulières. Les deux agents assistent à un rituel conduit par Mootz pour faire tomber la pluie et sont témoins de son succès, une violente averse s'abattant d'un coup sur la propriété des fermiers qui l'ont engagé. Pendant la nuit, une vache est emportée par une mini-tornade et passe à travers le plafond de la chambre d'hôtel de Mulder. Alors que celui-ci discute de l'incident avec Hardt, il reçoit la visite de Sheila Fontaine, qui pense qu'elle est la cause des phénomènes météorologiques étranges qui surviennent régulièrement dans la région car ceux-ci ont accompagné tous les événements importants de sa vie. Mulder la rassure en lui affirmant qu'elle n'est pas responsable. Durant la conversation, Hardt réagit avec surprise lorsqu'il apprend que Mootz était ivre lors de son accident. Peu après, le pouvoir de Mootz disparaît soudainement.
Intrigué, Mulder fait des recherches sur Hardt et en déduit que c'est lui qui a un pouvoir sur la météo. Hardt lui avoue qu'il se sentait coupable pour l'accident de Mootz et a donc fait croire qu'il avait un pouvoir sur la pluie. Il lui confesse aussi être secrètement amoureux de Sheila depuis l'époque du lycée, ses sentiments refoulés s'exprimant sous la forme de bizarreries météorologiques. À la stupéfaction incrédule de Scully, Mulder lui propose de l'aider à conquérir Sheila, mais celle-ci est attirée par l'agent du FBI. Lorsque Mootz menace Sheila et que Mulder intervient, Sheila l'embrasse fougueusement. Le soir, lors d'une fête des anciens du lycée, une gigantesque tempête se forme mais, grâce à l'intervention de Scully, Sheila et Hardt finissent par se mettre ensemble.

## Distribution
- David Duchovny : Fox Mulder
- Gillian Anderson : Dana Scully
- Victoria Jackson : Sheila Fontaine
- Clayton Rohner : Daryl Mootz
- David Manis : Holman Hardt
- Dirk Blocker : le maire Jim Gilmore
- Francesca Ingrassia : Cindy Culpepper

## Production

### Préproduction
Le Roi de la pluie est le premier épisode de la série à être écrit par Jeffrey Bell. Ce dernier, qui n'avait jamais eu l'intention de travailler pour la télévision, envoie à l'équipe de production de X-Files trois idées de scénarios car il est un fan de la série. La production en achète une en tant que scénario freelance, et Bell reçoit l'aide de Vince Gilligan, John Shiban et Frank Spotnitz pour étoffer son histoire. Celle-ci est ensuite soumise à Chris Carter, et Bell est plus tard engagé dans l'équipe de scénaristes de la série.
Le scénario subit des changements considérables. Bell n'étant pas conscient que le personnage de Daryl Mootz volerait la vedette, la relation entre Holman Hardt et les deux agents est enrichie au cours des versions du script. Dans la dernière version, Bell ajoute une comparaison entre l'état émotionnel de Mulder et Scully et celui de Hardt. Il déclare à ce sujet que personne ne pourrait mieux aider quelqu'un qui affecte la météo en réprimant ses émotions que deux personnes qui n'expriment jamais les sentiments qu'ils ont l'un envers l'autre.

### Tournage
La ville fictive de Kroner est baptisée ainsi d'après le nom d'un camarade de chambre universitaire de Jeffrey Bell. Les extérieurs de cette ville sont tournés à Piru, où seront filmés peu après les extérieurs de l'épisode Les Amants maudits. Le dernier acte de l'épisode se déroulant lors d'une fête des anciens du lycée est tourné dans un lycée désaffecté de Culver City, l'équipe de décoration ayant la tâche de transformer le gymnase délabré en salle de bal.
La scène où Mootz a un accident de voiture est filmée sur une route isolée du comté de Kern, à l'extrême sud de la vallée de San Joaquin. Cette route est si rarement empruntée que les responsables du département des Transports de Californie acceptent sans problème de la fermer au trafic pour la durée du tournage. Le réalisateur Kim Manners affirme que le plan le plus difficile à obtenir a été celui où la voiture s'écrase contre le poteau sous l'angle voulu. L'accessoiriste Tom Day et la costumière Christine Peters sont chargés de créer la version unijambiste de Daryl Mootz. Day fabrique une fausse jambe artificielle, tandis que Peters crée un harnais qui soustrait la véritable jambe de l'acteur Clayton Rohner au champ de la caméra.
La scène où une vache s'écrase dans la chambre de Mulder est orchestrée avec soin. Ilt Jones, le régisseur général, s'accorde avec le propriétaire du Sierra Palona Motel pour y tourner les extérieurs. En échange de la permission de faire un trou dans la toiture, un toit flambant neuf est construit ensuite aux frais de l'équipe de production. Duke Tomasick, responsable de la construction des décors, explique que la « partie amusante » du travail a été d'appeler des couvreurs pour leur expliquer quel type de dégâts ils devaient réparer. Le responsable des effets spéciaux Bill Millar photographie des vaches et utilise une animation par infographie pour créer un effet d'aspiration vers le haut. Une réplique de la vache est ensuite fabriquée pour être lâchée sur la réplique de la chambre de Mulder recréée en studio. Cependant, la couleur de ce mannequin est différente de celle de la vache créée par animation, et Millar doit donc changer la couleur de cette dernière dans la précipitation. Kim Manners déclare par la suite que son plus grand regret sur ce tournage est que David Duchovny ne se soit pas écrié « Got Milk? » après la chute de la vache.
Trois chansons sont entendues durant l'épisode : Rainy Days and Mondays des Carpenters (lors de la tempête de grêlons en forme de cœur), puis durant la fête des anciens du lycée Rock the Boat de The Hues Corporation et Over the Rainbow de Judy Garland.

## Accueil

### Audiences
Lors de sa première diffusion aux États-Unis, l'épisode réalise un score de 12,5 sur l'échelle de Nielsen, avec 18 % de parts de marché, et est regardé par 21,20 millions de téléspectateurs. C'est l'épisode qui réalise la meilleure audience de la saison, ainsi que le dernier épisode de la série à dépasser la barre des 20 millions de téléspectateurs. La promotion télévisée de l'épisode est réalisée avec le slogan « Mulder's been abducted, infected, and discredited. Tonight, he faces his greatest peril ever... a woman in love » (en français « Mulder a été enlevé, contaminé et discrédité. Ce soir, il affronte le plus grand danger qu'il ait jamais connu... Une femme amoureuse »).

### Accueil critique
L'épisode recueille des critiques plutôt favorables. Le site Le Monde des Avengers évoque un épisode « aussi romantique qu'hilarant » qui bénéficie « d'une étonnante galerie de portraits, avec deux couples de personnages secondaires, hauts en couleur et interprétés avec truculence », et qui « atteint toute sa véritable dimension quand il s'attaque avec une ironie aussi caustique que réjouissante à la relation Mulder/Scully ». Andrew Payne, de Starpulse, estime que c'est un épisode « amusant et qui fait chaud au cœur », faisant usage du paranormal « d'une manière ingénieuse ».
Dans son livre, Tom Kessenich déclare qu'il a « ri et souri tout au long de l'épisode », qu'il qualifie de « très mignon ». Pour Zack Handlen, du site The A.V. Club, qui lui donne la note de B+, l'épisode « s'aventure parfois aux frontières de la mièvrerie » et aurait sans nul doute produit plus d'effet s'il avait été placé au sein d'une série d'épisodes plus sombre mais il n'en demeure pas moins très amusant dans un style bienveillant tout en glissant quelques piques narquoises aux deux personnages principaux.
Dans leur livre sur la série, Robert Shearman et Lars Pearson lui donnent la note de 3/5, estimant que le concept est bon et que certaines scènes sont très drôles mais que « l'exécution manque de conviction », notamment en raison d'acteurs invités évoluant sur le seul ton de la « caricature comique ». Paula Vitaris, de Cinefantastique, lui donne la note de 2/4, délivrant une critique mitigée et critiquant particulièrement la scène de la vache volante, « mal réalisée et de mauvais goût », et « le faux ciel pastel » de la dernière scène.